# Bagme Bloma
Bagmē Blōma (en español: Flor de los árboles) es un poema de J. R. R. Tolkien, publicado en Songs for the Philologists (1936); es el único texto poético jamás escrito en lengua gótica, y se puede cantar con la melodía de «O Lazy Sheep!». Algunos académicos han considerado bella esta poesía y debatieron sobre su interpretación: por un lado, Tom Shippey propuso que el abedul, elogiado en el poema, simboliza el «esquema B» de la enseñanza del inglés, es decir, la filología, un tema que el autor del poema dominaba, pero por el otro, Verlyn Flieger dudó de esta relación y mencionó que el abedul tiene un papel emocional significativo en El herrero de Wootton Mayor, al igual que en el poema, y que la búsqueda de una interpretación más profunda desestimaría este hecho.

## Publicación
Tolkien comenzó a estudiar gótico cuando estaba en la universidad, a través del libro A Primer of Gothic Language, y de hecho, intentó escribir textos en dicho idioma antes de este poema, para lo que usó palabras de otras lenguas germánicas y transformadas en gótico. El poema se publicó en la antología Songs for the Philologists, una edición impresa de forma privada en 1936, no autorizada por ninguno de los dos autores: J. R. R. Tolkien y E. V. Gordon. Fue reimpresa, junto con una traducción al inglés moderno por Rhona Beare, en el libro de Tom Shippey El camino a la Tierra Media.

## Poema
El poema tiene tres estrofas de seis versos. Se podría cantar con la melodía de «O Lazy Sheep!» de Mantle Childe, una vieja canción francesa.
| Original en gótico (Tolkien) |  | Traducción al inglés (Rhona Beare) |
| --- |  | --- |
| Brunaim bairiþ Bairka bogum laubans liubans liudandei, gilwagroni, glitmunjandei, bagme bloma, blauandei, fagrafahsa, liþulinþi, fraujinondei fairguni. |  | The birch bears fine leaves on shining boughs, it grows pale green and glittering, the flower of the trees in bloom, fair-haired and supple-limbed, the ruler of the mountain. |

El abedul da hermosas hojas sobre brillantes ramas, crece en un verde pálido y reluciente, la flor de los árboles en flor, rubia y flexible, el regidor de la montaña.
Traducción al español de Eduardo Segura.

## Análisis

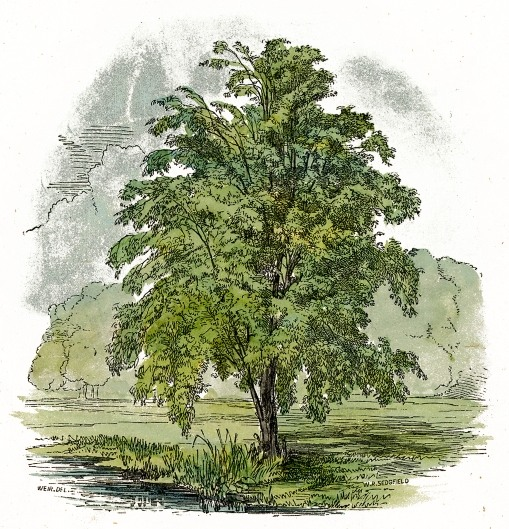
El poema «Bagme Bloma» es un elogio al abedul.

Como otros poemas de la colección, este fue escrito como un divertimento académico y filológico. Tolkien tuvo que reconstruir algunas de las palabras que usó a partir de otras lenguas germánicas, ya que sobrevivió poco del idioma gótico. El especialista en lingüística histórica Luzius Thöny analizó la gramática y la semántica de las palabras del poema, y mencionó que Tolkien se apoyó en el inglés antiguo  más que en lo que es común para las lenguas germánicas. Dio el ejemplo de bogum, que usó con el sentido de boughs (rama ancha), mientras que en otras lenguas germánicas la raíz bog- significa «hombro».
El especialista en Tolkien Lucas Annear, en la revista Tolkien Studies, mencionó que el autor «usa la reconstrucción con liberalidad», lo que es comprensible debido a la elección de la lengua gótica y la naturaleza privada de la publicación. También comentó que el poema destaca entre los demás en la antología: es serio y tiene un tono lírico, mientras que los otros poseen un efecto cómico. Verlun Flieger describe el poema como «una lírica inusualmente bella, más adorable en gótico que en la traducción al inglés». La académica también señaló que en esa colección también figura «Eadig Beo þu» («Buena suerte para ti»), que también habla sobre el abedul de forma elogiosa.
Tom Shippey, en su libro El camino a la Tierra Media, relaciona el abedul (la runa Beorc en inglés antiguo) al «esquema B» de los estudios de inglés en la Universidad de Leeds donde Tolkien enseñaba filología. Esto implica un interés en el lenguaje y la lingüística comparativa, especialmente entre lenguas germánicas antiguas como el inglés antiguo o el noruego antiguo. Estas materias, que Tolkien amaba, se oponen al esquema A, representado por el roble (la runa Ac en inglés antiguo), y que simboliza «la literatura y los críticos literarios» de la Edad Moderna en adelante. Shippey afirma que «los robles eran entonces el enemigo: el enemigo de la filología, el enemigo de la imaginación, el enemigo de los dragones». Por otro lado, asocia este sentido a la novela corta El herrero de Wootton Mayor, donde el nombre del cocinero Nokes proviene del inglés medieval atten okes (at the Oaks, «en los robles») y por ello, está conectado con los robles. Además, dedujo que el cocinero Alf (en inglés antiguo, ælf, elf, «elfo») es «la figura de un filólogo», mientras que Nokes es «la figura de un crítico» y el mismo herrero es «la figura de Tolkien». Según Shippey, el elogio de «Bagme Bloma» al abedul, que desafía el viento y el rayo, confirma el simbolismo del «esquema B» para los estudios.
| Runa | Nombre         | Estudios de inglés                              | Actitud de Tolkien                |
| ---- | -------------- | ----------------------------------------------- | --------------------------------- |
|      | Ac (roble)     | «Esquema A», literatura, crítica literaria      | El enemigo de la imaginación      |
|      | Beorc (abedul) | «Esquema B», el idioma, lingüística comparativa | Su materia favorita: la filología |

La especialista en literatura medieval Verlyn Flieger, que admiró el poema y mencionó que es el único escrito en gótico, no se convenció con los argumentos de Shippey, y afirmó que su descripción del abedul como «el aprendizaje, el aprendizaje severo, incluso la disciplina» y el «oponente tradicional» del mundo, «el estudio erudito», o «una especie de Vellocino de Oro [...] entre la Tierra y el Paraíso» dice poco acerca del efecto emocional tan poderoso sobre el herrero. Además, relaciona la presencia del abedul en la novela con el verso «el relámpago brilla» (en la estrofa 3) y comentó que no hay que desmerecer ese efecto buscando un simbolismo más elevado.